# شور (دستگاه موسیقی)
دستگاه شور از دستگاه‌های موسیقی ایران است، که توسط بسیاری مهم‌ترین دستگاه موسیقی ایرانی دانسته می‌شود. این دستگاه منشأ چند آواز مهم در ردیف موسیقی ایرانی است (ابوعطا، بیات ترک، افشاری و دشتی) و دانگ اصلی آن، جزو دانگ‌های پایه در موسیقی ایرانی دانسته می‌شود.
برخلاف برخی دیگر از دستگاه‌ها، دستگاه شور همنام یکی از مقام‌های قدیم موسیقی ایرانی نیست. درجات شور با مقام حسینی مطابقت دارند اگر چه برخی از گوشه‌ها با فواصل مقام فرعی جان‌فزا تطبیق دارند. در ردیف‌های مختلف موسیقی، گوشه‌های مختلفی برای این دستگاه برشمرده شده، اما مهم‌ترین گوشه‌هایی که در بیشتر این ردیف‌ها آمده‌اند شامل شهناز، گریلی، ملا نازی، بزرگ و رهاب می‌شود.
تحلیل ردیف‌های موسیقی مختلف ایرانی توسط برونو نتل نشان داده که بین گوشه‌هایی که برای دستگاه شور برشمرده‌اند، و ترتیبی که برای آن‌ها قائل هستند تفاوت قابل توجهی وجود دارد. رایج‌ترین گوشه‌ها از نظر اجرا شامل درآمد، سلمک و شهناز هستند.

## تاریخچه
به عقیدهٔ فرهاد فخرالدینی، نام «شور» ریشه در زبان عبری دارد و در عصر ساسانی وارد زبان فارسی شده‌است؛ مصدر «شور» در عبری، ریشهٔ واژهٔ عبری «شیر» (به عبری: שירה) است که به معنای آواز و سرود است؛ این نظر فخرالدینی تابع نظر عباس اقبال آشتیانی است که در کتاب «شعر و موسیقی در ایران» نوشته‌است: واژهٔ «شعر» عربی نیست بلکه معرب است و از واژهٔ عبری «شیر» ریشه می‌گیرد.
مهدی برکشلی در مقدمهٔ کتاب ردیف هفت دستگاه موسیقی ایرانی دستگاه شور را دارای ریشه‌ای بسیار قدیمی و آن را «مبنای بیشتر موسیقی‌های محلی و موسیقی معمول در ایلات» ایران می‌داند. با این حال، برخلاف برخی دیگر از دستگاه‌ها (نظیر نوا، سه‌گاه و چهارگاه) که همنام مقام‌های موسیقی قدیم ایران هستند و از آن‌ها نشئت گرفته‌اند، شور جزو مقام‌های اصلی موسیقی قدیم ایران نبوده‌است. بررسی گوشه‌های مختلف این دستگاه نشان می‌دهد که دستگاه شور با فواصل مقام حسینی مطابقت بیشتری دارد، اگر چه برخی از گوشه‌ها که در آن درجهٔ پنجم متغیر است (نظیر زیرکشِ سلمک یا گلریز) با فواصل مقام فرعی جان‌فزا تطبیق دارند. برخی از ردیف‌دانان، از جمله مهدی برکشلی و داریوش صفوت، ذکر کرده‌اند که فواصل شور در قدیم بر فواصل حسینی مطابقت داشته و از آن با نام «شور قدیم» یا «شور و شهناز» یاد می‌کنند، و در مقابل آنچه امروزه به عنوان دستگاه شور شناخته می‌شود را «شور جدید» می‌نامند.
در موسیقی عربی نام شور تحت عنوان یک مقام فرعی و بیشتر به صورت «شوری» به کار رفته‌است. در موسیقی عربی این مقام جزو خانوادهٔ بیاتی تقسیم‌بندی می‌شود و با نام «بیاتی شوری» شناخته می‌شود. برخی منابع موسیقی عربی این مقام را با نام کارجیغار (به انگلیسی: Karjighar) نیز یاد کرده‌اند، اما این نام که ریشه در ترکی دارد (به ترکی استانبولی: Karcığar)، در موسیقی ترکی برای مقامی به کار می‌رود که درجاتش با دستگاه شور ایرانی یا مقام بیاتی شوری ترکی منطبق نیست. درجات گام اول دستگاه شور، با آنچه در موسیقی عربی «دوکاه» (معرب «دوگاه») نامیده می‌شود مطابقت دارند. در تحلیل ردیف موسیقی ایرانی نیز به این نکته که شور در اصل همان دوگاه است اشاره شده‌است، به ویژه در خلال تحلیل گوشهٔ «پنج‌گاه» از دستگاه راست‌پنجگاه. در موسیقی ترکی درجات مقام بیاتی و عشاق، هر دو با دستگاه شور مطابقت دارد (تفاوت این دو مقام در موسیقی ترکی، از نظر درجات نیست بلکه از نظر ترتیب اجرای نت‌ها است).

## اهمیت
دستگاه شور مهم‌ترین دستگاه موسیقی ایرانی دانسته می‌شود و به آن «مادر همهٔ دستگاه‌ها» گفته می‌شود، زیرا چند آواز مهم از شور منشعب شده‌اند و حتی در دستگاه‌های دیگر نظیر نوا و سه‌گاه نیز تأثیر شور مشهود است. دستگاه شور بیش از دستگاه‌های دیگر مورد تحقیق بوده‌است، که از قدیمی‌ترین آن‌ها می‌توان به کتاب آواز شور اثر محمدتقی مسعودیه (منتشر شده در سال ۱۹۶۸) اشاره کرد.
پس از تحول مقام به دستگاه، چند مقام در قالب گوشه‌هایی در دستگاه شور نگه داشته شده‌اند (از جمله رهاوی، بزرگ و حسینی)، و در تقسیم‌بندی ارائه شده توسط داریوش طلایی که تمام دستگاه‌ها را با کمک چهار دانگ اصلی توضیح می‌دهد، دانگ اول دستگاه شور یکی از این دانگ‌های بنیادین است. همچنین دستگاه شور از طریق گوشه‌های مختلفش راه برای پرده‌گردانی به دیگر دستگاه‌ها دارد (مثلاً گوشه‌های حسینی و رهاوی امکان تغییر از شور به نوا و برعکس را فراهم می‌کنند).

## ساختار

مُدِ مِبنا یا گام شورِ سل؛

گام ائولین؛

گام فریژین؛

مقام حسینی، و مد انتقالی شور؛

گام شور از نظر مُد، کوچک (مینور) محسوب می‌شود زیرا درجهٔ سوم (در تصویر، سی بمل) و درجهٔ ششم (می بمل) و درجهٔ هفتم (فا) که از درجات مُدال هستند، به نسبت نت «سل» (نت پایه) دارای فاصلهٔ کوچک (شبیه گام کوچک غربی) هستند؛ فاصلهٔ این درجات را با اختلاف ربع پرده در درجهٔ دوم، می‌توان با فواصل درجات مدهای یونانی فریژین و ائولین، یا گام کوچک نظری (مینور تئوریک) منطبق دانست. این مقایسه صرفاً از نظر انطباق فواصل درجات گام صورت گرفته‌است وگرنه درجات گام‌های غربی، چه کوچک (مینور) و چه بزرگ (ماژور) نقشی ثابت دارند اما در موسیقی ایران بسته به احساس و روحیهٔ ایرانی، نقش درجات مدام در حال تغییر هستند.
گام شور پایین‌رونده است؛ به این معنا که روند ملودی‌های شور اکثراً از بالا به پایین است و درجات دوم (لا کرن) و هفتم (فا) و چهارم (دو) به طرف نت پایه (سل) متمایل هستند و از میان دو درجهٔ دوم و هفتم، از آنجایی که درجهٔ دوم به نت پایه نزدیک‌تر است، محسوس پایین‌روندهٔ شور محسوب می‌شود. برخی اوقات فرودهای شور بالارونده هستند که در این مواقع، درجهٔ ششم (می بمل) ربع پرده و حتی گاهی نیم پرده بالا می‌رود زیرا به درجهٔ هشتم متمایل می‌شود و از درجهٔ پنجم (ر) دور می‌شود.
درجهٔ پنجم گام شور، نت متغیر است. این درجه با فاصلهٔ یک پرده از درجهٔ چهارم تعریف می‌شود (مثلاً در شورِ سل، به صورت ر بکار)، اما در برخی گوشه‌های این درجه می‌تواند یک ربع پرده پایین‌تر آورده شود (مثلاً ر کرن) و با مقام حسینی مطابق می‌شود. اما در برخی گوشه‌ها و ملحقات دیگر شور (برای مثال در آواز ابوعطا) نت پنجم متغیر نیست و هرگز پایین آورده نمی‌شود، و دلیل آن که در بقیه پایین آورده می‌شود نیز مشخص نیست چنان‌که مثلاً در پیش‌درآمد شور علی‌اکبر شهنازی، در ابتدا این نت پایین آورده نمی‌شود اما در بخش دوم این پیش‌درآمد به یک‌باره این فاصله تغییر می‌کند. به هر حال، با توجه به فرودگاه دستگاه شور که در آن‌ها این درجه پایین آورده نمی‌شود می‌توان نتیجه گرفت که مد مبنا در دستگاه شور، آنی است که درجهٔ پنجمش پایین آورده نشده‌است. در ردیف میرزاعبدالله نیز در گوشه‌هایی همچون کرشمه و رهاوی (رهاب) هم فواصل مد مبنا و هم فواصل مد انتقالی به شکل تفکیک‌ناپذیر استفاده شده‌اند.
زمانی که درجهٔ پنجم شور ربع پرده پایین‌تر آورده شود، دانگ دوم شور (از درجهٔ چهارم تا هفتم) از نظر فواصل با دانگ اول شور یکسان می‌شود و «شور دوم» در این منطقه شکل می‌گیرد؛ از همین جهت است که برای دستگاه شور «مناطقی» تعریف می‌شود.

### مناطق
دستگاه شور در سه منطقه اجرا می‌شود، که به ترتیب شور پایین، شور وسط، و شور بالا (یا اوج) نامیده می‌شوند. شور پائین وسعتی برابر یک فاصلهٔ چهارم درست دارد، یعنی همان دانگ اول دستگاه شور. درآمد شور در این منطقه اجرا می‌شود. شور وسط دانگ دوم دستگاه شور را می‌سازد و به دانگ اول متصل است به گونه‌ای که نت آخر دانگ اول، نت اول دانگ دوم است. گوشه‌هایی چون شهناز، گریلی، خارا، قجر و قرچه در این منطقه اجرا می‌شوند. در گوشه‌هایی نظیر «گلریز» و «بزرگ» درجهٔ هشتم به دانگ دوم افزوده می‌شود که باعث می‌شود وسعت دانگ دوم را تا فاصلهٔ پنجم بزرگ افزایش دهد؛ اینجاست که درجهٔ هشتم شور، محور ملودی (نت شاهد) می‌شود و زمینه برای اجرای شور بالا مهیا می‌شود. شور بالا (اوج) از درجهٔ هشتم آغاز می‌شود و دانگ سوم دستگاه شور را تشکیل می‌دهد. بین دانگ سوم (شور بالا) و دانگ دوم (شور وسط) یک پرده فاصله است؛ به عبارتی دیگر، دانگ سوم همان دانگ اول است با این تفاوت که یک اکتاو بالاتر اجرا می‌شود. گوشهٔ حسینی در این دانگ اجرا می‌شود.
هر سه منطقه (دانگ) از نظر فاصله برهم منطبق هستند به گونه‌ای که فواصل میانی هر دانگ دو فاصلهٔ دوم نیم‌بزرگ و یک فاصلهٔ دوم بزرگ هستند.

مناطق سه‌گانه دستگاه شورِ سل؛ نت‌ها نسبت به تصویر قبل یک اکتاو پایینتر نوشته شده‌اند تا راحت‌تر خوانده شوند

گام مایهٔ چهارم درست بالا (شور وسط بر مبنای شور سل)

## آوازها (متعلقات)
بر اثر جابه‌جا شدن نقش و وظیفهٔ نت‌های دستگاه شور، کیفیت‌های دیگری از شور حاصل می‌شود که با تثبیت هرکدام از این حالت‌ها در نقش زمینه و فضای اصلی، مایهٔ جدیدی پدید می‌آید که به آن‌ها ملحقات یا متعلقات شور می‌گویند. بیشتر نظریه‌پردازان این ملحقات را آواز می‌نامند. هرکدام از این آوازها استقلال اجرایی دارند و گوشه‌های مختص به خود را دارند. از آنجایی که در موسیقی قدیم، نامی از این آوازها نیامده‌است، می‌توان گفت این آوازها برداشتی تازه از دستگاه شور بوده‌است و احتمالاً از دورهٔ افشاریه، زندیه و قاجاریه به این سو معمول شده‌اند و نیز احتمال دارد هر کدام از این آوازها مربوط به مناطق و نژادهای مختلف باشند. به عنوان مثال ابوعطا که به «دستان عرب» نیز شهرت داشته، مربوط به قوم عرب (ناحیه حجاز)، افشاری مربوط به طایفهٔ افشار، بیات ترک مربوط به طایفهٔ زندیه و دشتی که در گیلان با نام گیلکی و در فارس با نام دشتستانی شهرت داشته‌است، از این نواحی آمده باشد و در گذر زمان مورد پسند واقع شده و رواج یافته‌است. در آوازهای دستگاه شور، نقش نت پایه به درجات دیگری به جز درجهٔ اول گام محول می‌شود. در واقع وجه تمایز متعلقات شور نسبت به یکدیگر، جابه‌جایی نت شاهد و ایست و متغیر در روی درجات گام شور است.
بیشتر موسیقی‌دانان دستگاه‌های موسیقی ایرانی را هفت عدد می‌دانند و ابوعطا، بیات ترک، افشاری و دشتی را جزء ملحقات شور طبقه‌بندی می‌کنند. با این حال برخی، از جمله هرمز فرهت، تعداد دستگاه‌های موسیقی ایرانی را دوازده عدد می‌دانند و این چهار آواز را به عنوان چهار دستگاه مستقل از شور (اما مرتبط با شور) معرفی می‌کنند (دستگاه دوازدهم بیات اصفهان است که بقیه آن را جزو دستگاه همایون می‌دانند).
از سوی دیگر، بین چهار آوازی که متعلقات شور دانسته می‌شوند هم، دو آواز (بیات ترک و افشاری) گامی متفاوت از شور دارند و در نتیجه برخی آن را مستقل از شور می‌دانند، در حالی که دو آواز دیگر (ابوعطا و دشتی) ارتباط نزدیک‌تری با شور دارند.

### ابوعطا
آواز ابوعطا از درجهٔ دوم شور ساخته می‌شود. فرصت‌الدوله شیرازی معتقد است ابوعطا همان سارنج است و این آواز قسمی از فرود شور است. تصنیف بهار دلکش یکی از آثار ساخته‌شده در آواز ابوعطا (گوشهٔ حجاز) است.
نت شروع و نت ایست ابوعطا، درجهٔ دوم شور است. درجهٔ چهارم نت شاهد است و می‌تواند به عنوان نت آغاز هم استفاده شود. درجهٔ پنجم شور در این آواز نت متغیر نیست و بیشتر آواز در فاصلهٔ درجهٔ دوم تا درجهٔ چهارم شور اجرا می‌شود. درجهٔ سوم شور در این آواز بسیار اجرا می‌شود اما فقط به عنوان‌گذاری بین درجات دوم و چهارم.
هرمز فرهت ابوعطا را یک دستگاه جدا از شور می‌داند و گوشه‌های زیر را برایش برمی‌شمارد: سَیَخی، حجاز، چهارباغ، و گَبری. در مقابل، مهدی برکشلی ابوعطا را جزو نغمه‌های دستگاه شور می‌داند و برایش این گوشه‌ها را برمی‌شمرد: درآمد، حجاز (نت شاهد: درجهٔ پنجم، نت ایست: درجهٔ اول)، چهارباغ (معمولاً قطعه‌ای ضربی).
به گوشهٔ ابوعطا و آواز ابوعطا، سارنج و دستانِ عرب نیز گفته می‌شود.

### بیات ترک

گام آواز بیات ترک از شور سل

آواز بیات ترک از درجهٔ سوم شور ساخته می‌شود؛ به آن معنا که نت شاهد در آواز بیات ترک، درجهٔ سوم دستگاه شور است. در خود دستگاه شور، درجهٔ سوم کمتر مورد استفاده قرار گرفته اما در بیات ترک، این درجه، مایهٔ اصلی محسوب می‌شود. سه نوع فرود در این آواز وجود دارد که عبارتند از: فرود روی نت شاهد، فرود روی نت زیرپایهٔ شور و فرود روی نت پایهٔ شور. تصنیف اندک اندک اثر شهرام ناظری، یکی از آثار ساخته شده در آواز بیات ترک است.
واژهٔ «ترک» در نام این آواز به قوم قشقایی اشاره می‌کند و نه به ترک‌های ترکمنستان یا آذربایجان یا ترکیه. از همین رو برخی آن را با نام بیات زند نیز می‌شناسند. هرمز فرهت بیات ترک را یک دستگاه جدا از شور تعریف می‌کند و برایش این گوشه‌ها را برمی‌شمارد: دوگاه، روح الارواح، مهدی ضرابی، قطار و قرائی. برکشلی برای بیات ترک یک نت ایست هم قائل است (درجهٔ هفتم)، و گوشه‌های زیر را برای آن برمی‌شمرد: درآمد، قطار (نت شاهد: درجهٔ دوم، نت ایست: درجهٔ هفتم از طرف بم، رایج بین ایلات کرد، معمولاً با اشعاری از بابا طاهر عریان)، فیلی (نت شاهد: درجه هفتم، نت ایست: درجه سوم).

### افشاری
آواز افشاری از درجهٔ چهارم شور ساخته می‌شود؛ به این معنا که نت شاهد در آواز افشاری، درجهٔ چهارم دستگاه شور است. نت ایست در روی درجهٔ دوم و توقف و خاتمه، روی نت زیر پایهٔ شور است و در واقع حالتی شبیه به گوشهٔ رهاب دارد. «این دهان بستی دهانی باز شد» آوازی است در مایهٔ افشاری (گوشهٔ مثنوی) که توسط محمدرضا شجریان برای ماه رمضان اجرا شده‌است. «از کفم رها» نیز تصنیفی در آواز افشاری است که عارف قزوینی ساخته و خوانندگانی چون محمدرضا شجریان و سیما مافیها آن را خوانده‌اند.
هرمز فرهت افشاری را به عنوان یک دستگاه مستقل از شور تعریف می‌کند و برایش گوشه‌های زیر را برمی‌شمارد: بیات راجع، رهاب، مسیحی، نهیب، و مثنوی پیچ. برکشلی افشاری را جزئی از شور می‌داند، و نت پنجم آن را متغیر می‌داند و آن را دلیل «حالت مالیخولیایی» این نغمه عنوان می‌کند؛ وی برای افشاری این گوشه‌ها را برمی‌شمرد: درآمد، جامه‌دران (نت شروع: درجهٔ پنجم، نت متغیر: درجهٔ پنجم)، مثنوی‌پیچ (نت شروع: درجهٔ هفتم از طرف بم، نت شاهد: درجهٔ چهارم، نت ایست: درجهٔ دوم، غالباً با اشعار مولوی خوانده می‌شود)، قرائی (نت شروع: درجهٔ هفتم، نت شاهد: درجهٔ هفتم، نت ایست: درجهٔ پنجم)، شاه‌ختایی (نت شروع: درجهٔ هفتم از طرف بم، نت شاهد: درجهٔ سوم، نت ایست: درجهٔ دوم).

### دشتی

گسترهٔ آواز دشتی

آواز دشتی از درجهٔ پنجم شور ساخته می‌شود؛ به این معنا که شاهد آواز دشتی، درجهٔ پنجم دستگاه شور است. نت شروع آواز دشتی درجهٔ سوم شور است و نت شاهد آن درجهٔ پنجم شور، که در عین حال نت متغیر هم هست، و نت ایست دشتی نت پایهٔ شور است.
شاهد دشتی نتی متغیر است بدین شکل که گاهی ربع پرده پایین می‌آید. علت این تغییر برمی‌گردد به درجهٔ چهارم شور، زیرا وقتی ملودی حول و حوش درجه چهارم شور می‌چرخد، درجهٔ پنجم شور (شاهد دشتی) گرایش به درجهٔ چهارم پیدا می‌کند و به همین دلیل ربع پرده کم می‌شود. ایست نهایی تمام جملات ردیف دشتی، روی نت پایهٔ دستگاه شور است. سرود ای ایران یکی از آثار ساخته‌شده در آواز دشتی است. انگیزه‌ای که باعث شد روح‌الله خالقی ای ایران را در مایهٔ دشتی بسازد این بود که می‌خواست ثابت کند در آواز دشتی نیز می‌توان کاری حماسی ساخت و این آواز لزوماً برای فضاهای غمگین نیست.
هرمز فرهت دشتی را به عنوان یک دستگاه مستقل از شور معرفی می‌کند و گوشه‌های زیر را برایش برمی‌شمارد: بیدَگانی، چوپانی، دَستِستانی، غم‌انگیز، گیلکی، کوچه‌باغی، و عشاق. برکشلی آن را جزئی از شور می‌داند که «استقلال نیمه کاملی» دارد و به آن لقب «دستگاه فرعی» می‌دهد و گوشه‌های زیر را برایش برمی‌شمرد: درآمد، دوبیتی (اغلب با اشعار بابا طاهر عریان خوانده می‌شود)، گیلکی (در آن نت متغیر وجود ندارد و نت شاهد ثابت است)، گبری (نت شروع: درجهٔ چهارم، نت متغیر: ندارد)، بیات کرد (نت شروع: درجهٔ چهارم).
برخی از نظریه‌پردازان آواز دیگری به نام آواز بیات کرد را نیز جزو متعلقات شور طبقه‌بندی می‌کند که از درجهٔ چهارم شور آغاز می‌شود و خصوصیاتش (نظیر نت شاهد و متغیر و ایست) مانند آواز دشتی است.

## تحلیل ردیف
| ملحقات   | گوشه‌ها                                               |
| -------- | ---------------------------------------------------- |
| بیات ترک | بیات ترک، دوگاه، روح الارواح، قجر، مهربانی، جامه‌دران |
| دشتی     | دشتی، دشتستانی، هیجانی، بیدَکانی، گیلکی، غم‌انگیز      |
| افشاری   | افشاری، قرائی، نهیب، جامه‌دران                        |
| ابوعطا   | سَیَخی، حجاز، گیلکی، غم‌انگیز، بغدادی، گبری             |

|                   | نتل | کریمی | فرهت | مسعودیه | صادقی |
| ----------------- | --- | ----- | ---- | ------- | ----- |
| درآمد             |     |       |      |         |       |
| کرشمه             |     |       |      |         |       |
| رهاوی             |     |       |      |         |       |
| زیرکش سلمک / سلمک |     |       |      |         |       |
| ملا نازی          |     |       |      |         |       |
| گلریز             |     |       |      |         |       |
| بزرگ              |     |       |      |         |       |
| دوبیتی            |     |       |      |         |       |
| خارا              |     |       |      |         |       |
| قجر               |     |       |      |         |       |
| عزّال              |     |       |      |         |       |
| شور بالا          |     |       |      |         |       |
| شهناز             |     |       |      |         |       |
| قرچه              |     |       |      |         |       |
| رضوی              |     |       |      |         |       |
| حسینی             |     |       |      |         |       |
| گریلی             |     |       |      |         |       |
| بیات کرد          |     |       |      |         |       |

یکی از گسترده‌ترین تحلیل‌ها روی ردیف دستگاه شور توسط برونو نتل انجام شده، که در آن ۱۸ ردیف مختلف از ۱۱ استاد ردیف، از اواخر قرن نوزدهم تا اواخر دههٔ ۱۹۷۰ میلادی را شامل می‌شود. از بین تمام گوشه‌هایی که در ردیف‌های مختلف برای دستگاه شور ذکر شده، ۵۰ گوشه در بیشتر این ۱۸ ردیف وجود دارند. برخی از گوشه‌ها با چند نام در بخش‌های مختلفی از ردیف یا در ردیف‌های مختلف آمده‌اند؛ مثلاً گوشه‌های سَرانی و دستان عرب، در اصل همان آواز ابوعطا هستند، یا گوشه‌های عشق‌کش و عقده‌گشا هر دو یک گوشه هستند. گوشه‌های رهاب و رهاوی نیز در تقریباً تمام ردیف‌ها مشابه هستند اگر چه برخی نظیر هرمز فرهت، آن‌ها را دو گوشهٔ مختلف می‌دانند.
برخلاف دستگاه‌هایی مثل ماهور و چهارگاه که برخی گوشه‌های آن‌ها مشخصاً برای پرده‌گردانی مناسب هستند و حتی پرده‌گردانی (دست کم در مورد ماهور) جزئی اساسی از اجرای دستگاه است، دستگاه شور گوشهٔ مشخصی که عموماً برای پرده‌گردانی به کار برود ندارد و معمولاً اجراهای دستگاه شور تماماً در همین دستگاه هستند. از دید برونو نتل، ملحقات شور که برخی‌شان از نظر گام تفاوت‌های با گام اصلی شور دارند، شاید به نوعی همین نقش پرده‌گردانی را ایفا می‌کرده‌اند. از سوی دیگر، گوشه‌هایی که معمولاً بعد از درآمد شور اجرا می‌شوند (یعنی رضوی، شهناز، سلمک و قرچه)، برخلاف درآمد شور که در شور پایین است، در مناطق بالاتری اجرا می‌شوند و این نیز می‌تواند نوعی از پرده‌گردانی درون دستگاه شور تلقی شود (به مثابه گوشه‌های شکسته و دلکش در دستگاه ماهور).
در ردیف‌های قدیمی‌تر، نظیر ردیف میرزاعبدالله که توسط مهدی‌قلی هدایت نت‌نویسی شده، دستگاه شور گوشه‌های زیادی دارد که برخی از آن‌ها در ردیف‌های جدید دیده نمی‌شوند. بسیاری از این گوشه‌ها در ردیف‌های جدید به ملحقات شور (شامل ابوعطا، بیات ترک، دشتی و افشاری) منتقل شده‌اند. جدول سمت چپ این گوشه‌ها را فهرست کرده‌است. با این حال، برخی از این گوشه‌ها مطلقاً در ردیف‌های جدیدتر نیامده‌اند، حتی ذیل ملحقات شور یا در دستگاه‌های دیگر. همچنین بین ردیف‌های قدیمی، و نیز بین ردیف‌های جدید، هماهنگی بیشتری در فهرست گوشه‌ها وجود دارد اما در مقایسهٔ ردیف‌های قدیمی‌تر با ردیف‌های جدیدتر هماهنگی کمتری دیده می‌شود. برای مثال گوشه‌های ملا نازی، خارا و قجر که در ردیف‌های قدیمی‌تر عموماً آمده‌اند در برخی ردیف‌های جدیدتر مثل ردیف کریمی یا ردیف آوازی دوامی نیامده‌اند.
برونو نتل بعد از بررسی مبسوط ردیف‌های مختلف از دوره‌های مختلف، سیزده گوشه را در دستگاه شور به عنوان «گوشه‌های مرکزی» معرفی می‌کند: درآمد، رهاب/رهاوی، زیرکش سلمک، سلمک، بزرگ، دوبیتی، خارا، قجر، ملا نازی، گریلی، شهناز، قرچه، و رضوی. تمام این گوشه‌ها، به انضمام گوشهٔ گلریز، در اکثریت ردیف‌هایی که نتل بررسی کرده بود آمده بودند؛ این سیزده گوشه از نظر نتل نقشی اصلی در دستگاه شور دارند. از بین این گوشه‌ها، تنها دو گوشه خارج از دستگاه شور هم یافت می‌شوند؛ این دو عبارتند از دوبیتی و قرچه، که در آواز ابوعطا (از ملحقات شور) و آواز اصفهان (از ملحقات همایون)، و نیز در دستگاه‌های سه‌گاه و چهارگاه هم آمده‌اند. از بین گوشه‌های رایج دیگر نیز، تنها چهار موردشان در دستگاه‌های دیگر نیز وجود دارند که عبارتند از رهاوی، حسینی، عزال و بیات کرد با این همه، در ردیف‌های قدیمی‌تر نظیر ردیف میرزاعبدالله، تعداد گوشه‌هایی که شور با دستگاه‌های دیگر در اشتراک دارد بیشتر است (مثلاً گوشهٔ مویه که در چهارگاه هم آمده، یا گوشهٔ مجلس‌افروز که در دستگاه نوا هم آمده‌است).
نتل همچنین در تحقیقی به همراه کَرُل م. بابیراکی دو الگوی مهم از ترتیب گوشه‌ها در ردیف‌های مختلف دستگاه شور شناسایی کرد. گروه اول از درآمد شروع و به گوشهٔ سلمک منتهی می‌شود. گروه دوم از گوشهٔ بزرگ شروع و با گوشهٔ قجر تمام می‌شود. گروه سوم هم شامل گوشه‌های شهناز، قرچه و رضوی است که یا به همین ترتیب، یا به ترتیبِ رضوی، شهناز، قرچه اجرا می‌شوند. گروه دوم و سوم در ردیف‌های مختلف گاهی بر عکس ارائه شده‌اند. نتل از ردیف میرزاعبدالله و ردیف موسی معروفی به عنوان نمونه‌های الگوی اول و از ردیف‌های عبدالله دوامی و محمود کریمی به عنوان نمونه‌های الگوی دوم یاد کرده‌است. به عقیدهٔ سعید یعقوبیان این امر را می‌توان به سایر ردیف‌های سازی و آوازی هم تسری داد چنان‌که ردیف‌های سازی دستگاه شور از الگوی اول و ردیف‌های آوازی از الگوی دوم تبعیت می‌کنند. وی همچنین الگوی دوم را منطقی‌تر تلقی می‌کند.
| الگوی اول                      | الگوی اول               | الگوی اول               |
| ------------------------------ | ----------------------- | ----------------------- |
| I                              | II                      | III                     |
| درآمد، رهاوی، زیرکش سلمک، سلمک | بزرگ، دوبیتی، خارا، قجر | شهناز، قرچه، رضوی       |
| الگوی دوم                      |                         |                         |
| I                              | II                      | III                     |
| درآمد، رهاوی، زیرکش سلمک، سلمک | شهناز، قرچه، رضوی       | بزرگ، دوبیتی، خارا، قجر |

در اجرای شور، گوشه‌های رضوی، سلمک و شهناز پس از درآمد رایج‌ترین گوشه‌ها هستند؛ اما این رواج در حدی که مثلاً برای گوشه‌های زابل و مخالف در دستگاه چهارگاه شنیده می‌شود، نیست. همچنین در اجرای دستگاه شور، تکرار گوشه‌ها کمابیش رایج است و ملودی‌های مبتنی بر درآمد، گاه به صورتی کوتاه‌تر لا به لای بقیهٔ گوشه‌ها تکرار می‌شوند. با این حال تحقیق علی تجویدی روی ردیف‌های مختلف نشان می‌دهد که در برخی از آن‌ها گوشهٔ سلمک به کلی ذکر نشده‌است.
سعید یعقوبیان با بررسی ردیف‌های سازی و آوازی دستگاه شور چنین نتیجه گرفته که اگر چه ردیف‌های آوازی آن، مانند بیشتر دستگاه‌ها ترتیبی منطقی دارند و به تدریج از درجهٔ اول به سمت درجات بالاتر می‌روند و نهایتاً به درجهٔ اول فرود می‌کنند، اما در ردیف‌های سازی این ساختار پراکنده و از هم گسیخته‌است و این امر پرده‌گردانی را دشوار می‌کند. با این حال او تأکید می‌کند که در ردیف میرزاعبدالله، به جز در گوشه‌های سلمک و زیرکش سلمک در باقی گوشه‌ها درجهٔ پنجم شور نت متغیر نیست، یعنی یا مطابق با مد مبنا است (درآمد، شهناز، قرچه، رضوی) یا مطابق با مد انتقالی و مقام حسینی (بزرگ، دوبیتی، خارا، قجر).

## گوشه‌ها
گوشه‌های دستگاه شور در ردیفِ‌سازی میرزاعبدالله چنین نام برده شده‌اند:
1. درآمد اول
2. درآمد دوم: پنجه شعری
3. درآمد سوم: کرشمه
4. درآمد چهارم: رَهاب
5. درآمد پنجم: اوج
6. درآمد ششم: ملا نازی
7. نغمهٔ اول
8. نغمهٔ دوم
9. زیرکش سلمک
10. سلمک
11. گلریز
12. مجلس‌افروز
13. عُزّال
14. صفا
15. بزرگ
16. کوچک
17. دوبیتی
18. خارا
19. قجر
20. حزین
21. شور پایین دسته
22. رَهاب
23. چهار گوشه
24. مقدمهٔ گریلی
25. رضوی، حزین، فرود
26. شهناز
27. مقدمهٔ قَرَچه
28. قرچه
29. شهناز کت یا عاشق‌کش
30. گِرِیلی
31. گریلی شستی
32. رنگ هشتری
33. رنگ شهرآشوب
34. رنگ ضرب اصول

گوشه‌های دستگاه شور در ردیفِ آوازی محمود کریمی چنین نام برده شده‌اند:
1. درآمد
2. کرشمه
3. درآمد خارا
4. رهاوی
5. اوج
6. شهناز
7. قرچه
8. رضوی
9. رضوی با تحریر جوادخانی
10. بزرگ
11. دوبیتی
12. حسینی
13. زیرکش سلمک، حزین، فرود
14. گرایلی
15. مثنوی

از این بین، هرمز فرهت چند گوشه را گوشه‌های اصلی می‌داند که عبارتند از: سلمک، ملا نازی، گلریز، بزرگ، خارا، قجر، عزال، شهناز، قرچه، حسینی، بیات کرد، و گریلی. همچنین برونو نتل به نقل از منوچهر صادقی می‌نویسد که صادقی گوشه‌های درآمد، شهناز، قرچه، رضوی، و حسینی را جزو گوشه‌های اصلی یا شاه‌گوشه‌ها می‌داند. تحقیقات برونو نتل نیز نشان داده که گوشه‌های درآمد، رضوی و شهناز بیشتر از بقیهٔ گوشه‌ها اجرا می‌شوند و از همین رو او این سه گوشه را قلب دستگاه شور می‌داند. برکشلی هم در ذکر مثال از گوشه‌های «مهم» دستگاه شور، به این موارد اکتفا می‌کند: شهناز، گریلی، ملا نازی، بزرگ، رهاب.
در مقابل، نتل برخی گوشه‌های دستگاه شور را نامهم دانسته و از تحقیقات خود کنار گذاشته‌است. از جمله گوشهٔ کرشمه (که صرفاً یک الگوی ریتمیک است که در دستگاه‌های دیگر هم قابل استفاده است)، گوشه‌های ضربی دیگر مثل چهارمضراب و دومضراب، گوشهٔ حزین (که یک نوع ملودی است که در تمام دستگاه‌ها قابل اجراست)، و گوشه‌های مثنوی و غزل (که صرفاً به نوع شعری که همراهشان خوانده می‌شود اشاره دارند).
درآمد
مانند بیشتر دستگاه‌های موسیقی ایرانی، درآمد شور گسترهٔ صوتی محدودی دارد و نت ایستش همان نت ایست دستگاه است. جهش‌هایی که در درآمد دیده می‌شوند نهایتاً به اندازهٔ چهارم درست هستند و به‌طور خاص، در فرود شور جهشی از درجهٔ چهارم به نت پایه اجرا می‌شود که به بال کبوتر مشهور است.
رهاب
رهاب یا رهاوی یکی از مقام‌های اصلی موسیقی قدیم ایران بود که اکنون به صورت یک گوشه حفظ شده‌است؛ برخی این گوشه را در دستگاه نوا طبقه‌بندی می‌کنند و برخی در دستگاه شور.
نت شروع در رهاب، زیرپایهٔ شور است؛ همچنین نت ایست آن نت پایهٔ شور و نت شاهد آن درجهٔ دوم گام شور است. رهاب در بیشتر ردیف‌ها بعد از درآمد می‌آید و اشتراکات زیادی با درآمد شور دارد، اگر چه در گوشهٔ رهاب، ارزش نت‌ها به لحاظ ملودی، نسبت به درآمدهای قبلی شور تغییر می‌کند و برخلاف گوشه‌های قبل، نت‌هایی که متمایل به نت پایه هستند (زیرپایه، و درجات دوم و ششم) نقش مهم‌تری در ایجاد ملودی پیدا می‌کنند.
زیرکش سلمک
زیرکش سلمک و سلمک معمولاً دنبال هم اجرا می‌شوند. سلمک در ردیف‌های آوازی چنین نامیده می‌شود و در ردیف‌های سازی (مثل ردیف میرزاعبدالله) به آن صرفاً «اوج» گفته می‌شود چرا که این گوشه شروعی برای ورود به اوج دستگاه است.
نت شروع در زیرکش سلمک «ر» است و نت ایست، «سل»؛ همچنین نت شاهد در گوشهٔ زیرکش سلمک «سی بمل» است. بنا بر آنچه گفته شد، زیرکش سلمک از درجهٔ پنجم «ر» شروع می‌شود و به ترتیب، پس از اجرای درجات دیگر به نت پایه شور برمی‌گردد. وسعت ملودی در این گوشه، به «هشتم درست» می‌رسد اما درجات ششم، هفتم و هشتم نقشی مهم ایفا نمی‌کنند و در واقع نقش اصلی این درجات در گوشه‌های بعدی نمایان می‌شود.
سلمک
گوشهٔ سلمک پس از زیرکش سلمک اجرا می‌شود. در این گوشه، ارزش ملودی نت می بمل (درجهٔ ششم) همانند درجات قبلی گام شور است اما نت فا (درجهٔ هفتم) نسبت به گوشه‌های قبلی شخصیت قوی‌تری می‌یابد به‌طوری‌که می‌توان آن را در ردیف صداهای گام قرار داد همچنین نت دو (درجهٔ چهارم) نسبت به درجات دیگر برجسته‌تر است؛ به عبارتی دیگر نت دو «نمایان» شور است.
نام این گوشه به سلمک، موسیقی‌دان ایرانی قرن اول هجری اشاره دارد.
گلریز
درجهٔ هشتم گام، در گوشهٔ گلریز، به درجات قبلی که در گوشه‌های قبل از گلریز اجرا شده‌بود اضافه می‌شود و سبب می‌گردد حدود گام شور به یک دور کامل (اکتاو) برسد. در این گوشه درجهٔ هشتم، نت شاهد است؛ همچنین درجهٔ نهم (اکتاو درجهٔ دوم) ربع‌پرده پایین می‌آید.
ملا نازی
ملا نازی در درجات بالاتری از درآمد شور اجرا می‌شود. درجات پنجم و ششم شور در ملا نازی مورد توجه هستند (درجهٔ پنجم شور معمولاً نت متغیر است و در این گوشه نیز چنین باقی می‌ماند). ملا نازی معمولاً با گوشه‌هایی دیگر دنبال می‌شود که در دستگاه شور پرده‌گردانی را ممکن می‌کنند و شروعشان از درجهٔ چهارم است، نظیر گلریز، بزرگ، و خارا.
بزرگ
بزرگ یکی از مقام‌های دوازده‌گانهٔ اصلی در موسیقی قدیم ایران بوده که پس از تحول مقام به دستگاه به صورت گوشه‌ای در شور حفظ شده‌است. این گوشه بر درجهٔ چهارم شور استوار است و در آن درجهٔ پنجم شور نت متغیر نیست (ثابت است)، و نقش نت شاهد را برای این گوشه ایفا می‌کند.
شروع بزرگ معمولاً در شور بالا (اوج) قرار دارد و از درجهٔ هشتم آغاز می‌شود و این درجه نت شاهد گوشهٔ بزرگ است. حرکت ملودی در گوشهٔ بزرگ، پایین‌رونده است و به سمت درجهٔ چهارم سیر می‌کند و همان‌جا می‌ایستد. محدودهٔ ملودیک در این گوشه، یک «پنجم درست» است.
عُزّال
این گوشه در اوج شور قرار دارد و از درجهٔ هشتم شور شروع می‌شود و محور اصلی عزال نیز همین درجه است به گونه‌ای که نت‌های پیرامون درجهٔ هشتم، همواره به سویش جذب می‌شوند. به دلیل تمایل نت‌ها به درجهٔ هشتم، درجهٔ ششم نیز در عزال ربع پرده بالا می‌رود (می کرن). نت ایست عزال، درجهٔ هشتم است. عزال (مانند بیشتر گوشه‌های دیگری که در اوج یک دستگاه قرار دارند) معمولاً در انتهای قطعهٔ موسیقی اجرا می‌شود تا شنوندگان تحت تأثیر چیرگی خواننده قرار بگیرند.
شهناز
شهناز در موسیقی عربی به عنوان یکی از مقام‌های فرعی شناخته می‌شود اما در موسیقی دستگاهی ایران به عنوان یک گوشه در دستگاه شور طبقه‌بندی می‌شود. شهناز یکی از مهم‌ترین گوشه‌های دستگاه شور دانسته می‌شود. این گوشه در شور وسط (مبتنی بر درجهٔ چهارم دستگاه شور) اجرا می‌شود و در آن بداهه‌نوازی بیشتر انجام می‌شود (در مقایسه با درآمد شور)؛ از این رو شهناز گوشه‌ای احساسی دانسته می‌شود در حالی که درآمد گوشه‌ای آرام توصیف می‌شود. گسترهٔ اصلی ملودی در گوشهٔ شهناز، بین درجات چهارم تا هفتم است و درجهٔ چهارم محور ملودی است و حتی این درجه را می‌توان نت شاهد و ایست شهناز محسوب کرد.
قرچه
قرچه از نظر گسترهٔ صوتی به شهناز نزدیک است اما به اندازهٔ آن تحرک ندارد و معمولاً متشکل از حرکات رفت و برگشتی بین نت‌های متوالی در شور وسط است.
حسینی
حسینی نیز یکی از مقام‌های اصلی در موسیقی قدیم ایران بوده که اکنون به صورت گوشه‌ای در شور حفظ شده‌است. مانند شهناز، حسینی هم جز گوشه‌های مهم دستگاه شور دانسته می‌شود. برخلاف بیشتر گوشه‌های شور، حسینی معمولاً بالارونده اجرا می‌شود. گسترهٔ صوتی حسینی معمولاً در شور بالا است. حسینی در دستگاه نوا نیز اجرا می‌شود. تأکید نغمات در گوشهٔ حسینی، روی درجات هشتم تا یازدهم است. دانگ (تتراکورد) حسینی همان پرده‌های دانگ اول شور است با این تفاوت که هنگام بالا (یک اکتاو بالاتر) اجرا می‌شود و این موقعیت، بالاترین منطقهٔ دستگاه شور است.
در ردیف میرزاعبدالله گوشهٔ حسینی وجود ندارد ولی مدی که با مقام حسینی مطابقت دارد ابتدا در گوشهٔ گلریز معرفی می‌شود؛ و سپس در گوشه‌هایی همچون مجلس‌افروز، عزال، بزرگ و کوچک گسترش می‌یابد. نت شاهد گوشهٔ حسینی (درجهٔ پنجم شور) پس از نت شاهد شهناز، قرچه و رضوی قرار دارد در نتیجه اجرای حسینی پس از اجرای آن گوشه‌ها منطقی است.
قجر و خارا
هر دوی این گوشه‌ها به صورت پایین‌رونده در گسترهٔ دانگ اول شور اجرا می‌شوند و شباهت قابل توجهی با هم دارند. به عقیدهٔ هرمز فرهت می‌توان این دو گوشه را در غالب یک گوشه معرفی و تحلیل کرد؛ علت این که دو نام مختلف برای این گوشه‌ها استفاده می‌شود ممکن است مربوط به اختلاف نظر موسیقی‌دان‌های مختلف باشد. گوشه‌های خارا و قجر در واقع مسیر بازگشت از اوج دستگاه به دانگ اول آن را تشکیل می‌دهند.
بیات کرد
بیات کرد از طرف برخی نظریه‌پردازان اهمیتی در حد دیگر ملحقات اصلی شور (نظیر ابوعطا و بیات ترک) دارد و به عنوانی یک آواز طبقه‌بندی می‌شود اما بیشتر موسیقی‌دانان آن را به عنوان یک گوشهٔ مهم از دستگاه شور طبقه‌بندی می‌کنند. مانند آواز دشتی، بیات کرد بر درجهٔ پنجم شور استوار است و درجهٔ پنجم شور در آن دیگر نت متغیر نیست (پایین آورده نمی‌شود). نت آغاز در این گوشه درجهٔ چهارم شور، و نت ایست درجهٔ سوم شور است. برخی گوشه‌های دیگر به عنوان زیر مجموعه‌ای از بیات کرد طبقه‌بندی می‌شوند، نظیر راهِ روح، و مجلس‌افروز.
گریلی
گریلی احتمالاً از موسیقی محلی ریشه می‌گیرد و یکی از رایج‌ترین گوشه‌هایی است که در دستگاه شور اجرا می‌شود. نت آغاز آن درجهٔ سوم شور است که آن را شبیه به آواز دشتی می‌کند. نت پنجم شور در این گوشه نت متغیر است اما بیشتر از خود شور مورد توجه قرار می‌گیرد، که از این جهت هم به دشتی شباهت دارد. نت ایست آن نت پایهٔ شور است و درجهٔ چهارم شور هم در آن قدری مورد توجه است اما نه به آن اندازه که نت شاهد نامیده شود. گسترهٔ اصلی ملودی بین درجات چهارم تا هفتم است و درجهٔ چهارم محور ملودی است. از گریلی بیشتر به عنوان گوشهٔ ریتمیک بهره می‌برند.
رِنگ هشتری
هشتری، دو ضربی ترکیبی است با سرعت تند (6
16). نت شاهد در این رنگ درجهٔ سوم شور است و نت ایست، درجهٔ یکم.
رنگ شهرآشوب
این رنگ دو ضربی ترکیبی است (6
8) که با سرعتی متوسط اجرا می‌شود. شهرآشوب در درجات گوناگون شور بسط و گسترش می‌یابد.
ضرب اصول
این رنگ دو ضربی ترکیبی است (6
8) با سرعت کُند و ترکیب ریتمیک آن در اغلب رنگ‌های دیگر به گوش می‌رسد. برخی شعرا نام این رنگ را در اشعار خود آورده‌اند
از جمله سعدی:
| به دوستی که ز دست تو ضربت شمشیر |  | چنان موافق طبع آیدم که ضرب اصول |

و حافظ:
| مغنی نوای طرب ساز کن        |  | به قول و غزل قصه آغاز کن |
| که بار غمم بر زمین دوخت پای |  | به ضرب اصولم برآور زجای  |

## ردیف‌های دستگاه شور
چندین ردیف برای دستگاه شور ساخته و پرداخته شده‌اند؛ از جمله ردیف میرزا عبدالله که آن را می‌توان قدیمی‌ترین ردیف در این فهرست نامید.
پس از ردیف میرزاعبدالله، ردیف مهدی‌قلی هدایت که روایتی از ردیف میرزاعبدالله است و ردیف صبا که نتِ مهمترین گوشه‌هایش در سه کتاب توسط خودش نوشته شده‌است، قدیمی‌تر از بقیه هستند.
همچنین دو ردیف شور توسط نورعلی برومند روایت شده‌است که اولی توسط برونو نتل در سال‌های ۱۹۶۸ تا ۱۹۶۹ در جلساتِ کلاس و دیگری در سال ۱۹۷۵ توسط وزارت هنرهای زیبا ضبط شده‌است. همچنین گلچینی از ردیف شور توسط کامبیز روشن‌روان به سفارش کانون پرورش فکری کودکان و نوجوانان گردآوری و ضبط شده‌است. این ردیف، توسط چندین نوازنده مختلف اجرا شده‌است.
طولانی‌ترین ردیفِ شور، توسط موسی معروفی تدوین شده‌است و البته هیئتی تحت نظر وزارت فرهنگ نیز در این راه معروفی را یاری کرده‌اند. ردیف معروفی در ردیفِ روایت‌های مهم قرار می‌گیرد. این ردیف توسط معروفی نت‌نویسی و توسط سلیمان روح‌افزا اجرا شده‌است.

## احساس
دستگاه شور دارای حال و هوای تفکرآمیز، شاعرانه و دلنشین توصیف شده‌است که گاهی حالت غم برمی‌انگیزد اما در همین حال نویدبخش تسلی این غم نیز هست. این دستگاه همچنین دارای حالی عرفانی دانسته می‌شود و بر تأثیرگذاری عمیق آن بر ایرانیان تأکید شده‌است.

## نمونه‌ها
آلبوم یاد ایام از محمدرضا شجریان و به خصوص قطعهٔ «یاد ایام» در این آلبوم، در دستگاه شور اجرا شده‌است. همچنین علیرضا افتخاری در آلبوم زیباترین و شهرام ناظری در قطعهٔ «مرا عاشق» و آلبوم‌های نجوا و شورانگیز قسمت دوم از این دستگاه استفاده کرده‌اند.
قطعهٔ «گشته خزان» به آهنگسازی عباس شاپوری و تنظیم فرهاد فخرالدینی، با شعری از تورج نگهبان و آواز علیرضا قربانی، نمونه‌ای از آواز افشاری است. این قطعه برای موسیقی تیتراژ مجموعه تلویزیونی کیف انگلیسی ساخته شده و بعداً توسط فخرالدینی در آلبومی منتشر گردید.

## منبع‌شناسی
منابعی که راجع به موسیقی دستگاهی و ردیف موسیقی ایران هستند، معمولاً دستگاه شور را (مانند هر دستگاه دیگری) توضیح داده‌اند. در این بخش صرفاً به منابعی اشاره می‌شود که به‌طور خاص دستگاه شور را تحلیل کرده‌اند.
اولین تحقیق مفصل و دقیق روی دستگاه شور توسط محمدتقی مسعودیه انجام شده‌است. او که در دانشگاه کلن در رشتهٔ موسیقی‌شناسی تحصیل می‌کرد، در پایان‌نامهٔ دکترایش با عنوان «آوانویسی دستگاه شور و تجزیه و تحلیل آن» ساختار این دستگاه و روابط گوشه‌ها را شرح داد. این اثر بعداً در قالب کتابی با عنوان «آواز شور» منتشر شد.
دکتر خاچی نیز در سال ۱۹۶۷ در مقاله‌ای با عنوان «چارچوب اصولی ایجاد فواصل در دستگاه شور» پژوهش ویژه‌ای در مورد این دستگاه انجام داد. این مقاله به زبان آلمانی در مجلهٔ سالنامه موسیقی محلی و موسیقی‌شناسی قومی منتشر شد.
هرمز فرهت در کتاب «مفهوم دستگاه در موسیقی ایران» که در اصل رسالهٔ او برای دکترای رشتهٔ موسیقی‌شناسی در دانشگاه کالیفرنیا، لس‌آنجلس بود، یک فصل را به دستگاه شور اختصاص داده و برای ملحقاتش نیز فصل‌های جداگانه‌ای درج کرده‌است.
برونو نتل استاد موسیقی‌شناسی قومی در دانشگاه ایلینوی آمریکا، در کتاب «ردیف موسیقی ایرانی» که در سال ۱۹۹۲ میلادی منتشر کرد یک فصل را به روابط درونی دستگاه شور اختصاص داده‌است. این فصل را او به همراه کرل م. بابیراکی نوشته بود. در این تحقیق آن‌ها هجده ردیف مختلف را بررسی کردند و مطابقت دادند. ترجمهٔ فارسی این پژوهش در سال ۱۳۸۷ در فصلنامه موسیقی ماهور منتشر شد.

## یادداشت
1. ↑  Carol M. Babiracki
2. ↑  Jahrbuch für musikalische Volks- u. Völkerkunde